# Benvenuti a Woop Woop
Benvenuti a Woop Woop (Welcome to Woop Woop) è un film del 1997 diretto da Stephan Elliott.